# Jean-Luc Moudenc
Jean-Luc Moudenc, född 19 juli 1960 i Toulouse, är en fransk politiker, borgmästare i Toulouse sedan 2004 och medlem i partiet Union pour un Mouvement Populaire.